# Alpaida holmbergi
Alpaida holmbergi là một loài nhện trong họ Araneidae.
Loài này thuộc chi Alpaida. Alpaida holmbergi được Herbert Walter Levi miêu tả năm 1988.